# 艾昂顿 (明尼苏达州)
艾昂顿（英語：Ironton）是美国明尼蘇達州克羅溫縣的一个城市，在2010年的人口普查中的人口为572人。